# بيتر تشيلسوم
بيتر تشيلسوم (بالإنجليزية: Peter Chelsom)‏ مواليد 20 أبريل 1956 في بلاكبول، لانكشر، إنجلترا، هو مخرج وكاتب سيناريو إنجليزي بدأ نشاطه سنة 1979.

## وصلات خارجية
- بيتر تشيلسوم على موقع IMDb (الإنجليزية)
- بيتر تشيلسوم على موقع ميتاكريتيك (الإنجليزية)
- بيتر تشيلسوم على موقع روتن توميتوز (الإنجليزية)
- بيتر تشيلسوم على موقع مونزينجر (الألمانية)
- بيتر تشيلسوم على موقع قاعدة بيانات الأفلام العربية
- بيتر تشيلسوم على موقع ألو سيني (الفرنسية)
- بيتر تشيلسوم على موقع أول موفي (الإنجليزية)
- بيتر تشيلسوم على موقع بوكس أوفيس موجو (الإنجليزية)
- بيتر تشيلسوم على موقع قاعدة بيانات الأفلام السويدية (السويدية)
- بيتر تشيلسوم على موقع ديسكوغز (الإنجليزية)